# 入来院重豊 (14代当主)
入来院 重豊（いりきいん しげとよ）は、戦国時代から安土桃山時代にかけての武将。島津氏の家臣。入来院氏14代当主。

## 生涯
入来院重嗣の嫡子として誕生。天正2年（1574年）8月、重豊が主君・島津義久に対し謀反を企てているとの風聞が立った。重豊は驚き、拝領していた領地の山田・寄田・田崎・天辰（以上、現・薩摩川内市）を義久に献じ、起請文を提出したことで本領の入来院75町は安堵された。その後は天正4年（1576年）の日向国高原城攻めや、天正6年（1578年）の耳川の戦いに参加する。
天正8年（1580年）の肥後国矢崎城攻めの際は病を得たため、家老の山口重秋・種子田秀高を名代に兵卒数百人を率いさせたが、重秋・秀高を含む50余人が討ち死にしている。天正9年（1581年）相良氏の水俣城攻めの際は脇大将を仰せ付かった。
天正11年（1583年）、死去。子が無かったため、島津以久の次男・重時が養嗣子となり名跡を継いだ。